# سوبهاش خوت
سوبهاش خوت (بالإنجليزية: Subhash Khot)‏‏ (10 يونيو 1978 - ) مهندس، ورياضياتي، وعالم حاسوب من الولايات المتحدة.

## الجوائز
- جائزة نيفانلينا
- زمالة ماك آرثر
- زميل في الجمعية الملكية
- جائزة ألان تاور واترمان
- O'Reilly Open Source Award [الإنجليزية]‏